# Oskar Wingen
Oskar Wingen, häufig auch Oscar Wingen, (* 21. Februar 1889 in Lennep; † wahrscheinlich zwischen 1945 und 1949) war ein deutscher Bevölkerungstheoretiker, Staatsbeamter und Diplomat.

## Leben und Wirken

### Jugend, Ausbildung und frühe Laufbahn
Wingen war ein Sohn des Notars August Wingen und seiner Ehefrau Else, geborene Horn. Nach dem Besuch des Gymnasiums in Remscheid, das er 1908 mit dem Abitur verließ, studierte Wingen Jura und Volkswirtschaft an den Universitäten Lausanne, Marburg, Göttingen und München. Mit Prüfungsdatum vom 15. Juli 1915 promovierte er an der Universität München mit einer Arbeit über Bevölkerungstheorien zum Dr. oec. publ. Neben Lujo Brentano, Alfred Grotjahn und anderen galt er als einer der bedeutenden Theoretiker der Bevölkerungsentwicklung in der ersten Hälfte des 20. Jahrhunderts. Er wird in der Forschung meist den sogenannten Wohlstandstheoretikern zugerechnet, die von sozioökonomischen Einflüssen auf das generative Verhalten ausgingen.
Während des Ersten Weltkriegs war Wingen vom 1. Oktober 1915 bis zum 2. Dezember 1917 als Archivar und Direktorialassistent im Institut für Weltwirtschaft und Seeverkehr in Kiel, dann von 3. Dezember 1917 bis 31. Juli 1918 als Wissenschaftlicher Hilfsarbeiter bei der Reichsbekleidungsstelle in Berlin tätig.

### Karriere als Staatsbeamter
Am 1. August 1918 trat Wingen in den Staatsdienst ein. Er war zunächst Wissenschaftlicher Hilfsarbeiter im Reichswirtschaftsamt bzw. (nach Umbenennung im Februar 1919) Reichswirtschaftsministerium (bis zum 31. März 1919), bevor er am 1. April 1919 ins Auswärtige Amt versetzt wurde, wo er weiterhin im Rang eines Wissenschaftlichen Hilfsarbeiters die Aufgaben eines Archivleiters in der Außenhandelsabteilung (Abteilung X) wahrnahm.
Am 15. Juni 1921 wechselte Wingen, noch immer als Wissenschaftlicher Hilfsarbeiter in die Vereinigte Presseabteilung der Reichsregierung (Abteilung P des Auswärtigen Amtes), in der er fast zwölf Jahre lang als Referent vorwiegend Wirtschaftsfragen bearbeitete und in dieser Zeit auch an zahlreichen internationalen Konferenzen, insbesondere im Zusammenhang mit der Reparationsfrage teilnahm. So gehörte er 1921 der Verhandlungsdelegation bei der Saar- und Weltwirtschaftskonferenz in London an. Zum 31. Oktober 1928 wurde Wingen in der Presseabteilung zum Regierungsrat befördert.
Als im Jahr 1923 während des so genannten Ruhrkampfes, d. h. der Besetzung des Ruhrgebietes durch französische Truppen zur Erzwingung ausgebliebener deutscher Reparationszahlungen des Ersten Weltkrieges, der ehemalige Freikorpskämpfer Albert Leo Schlageter wegen der Verübung von Anschlägen auf die französischen Besatzungstruppen von diesen verhaftet und erschossen wurde, konnte Wingen die Reichsregierung dazu veranlassen, eine offizielle Entrüstungsbekundigung über die Exekution Schlageters herauszugeben, was mit dazu beitrug, diesen in großen Teilen der Bevölkerung zum Helden und Widerstandskämpfer hochzustilisieren.
Nachdem die Presseabteilung der Reichsregierung in das neugegründete Propagandaministerium eingegliedert wurde, war Wingen vom 1. April bis 30. September 1933 in diesem Ministerium beschäftigt. Zum 1. Oktober 1933 wechselte er in das Büro des Vizekanzlers in der Regierung Hitler, Franz von Papen, als Referent für Wirtschaftsfragen sowie ab November für Saarangelegenheiten mit Ausnahme des Presse- und Propagandawesens. Die zuletzt genannte Funktion ergab sich aus der Ernennung Papens zum Saarbevollmächtigten der Reichsregierung im November 1933, ein Amt, das er in Personalunion mit seinem Amt als Vizekanzler bekleidete. Infolge seiner Versetzung in die Dienststelle von Papen wurde Wingen zum 6. Oktober 1933 zum Oberregierungsrat befördert.
Nach der Zerschlagung der Papen'schen Vizekanzlei am 30. Juni/1. Juli 1934 im Zusammenhang mit der „Röhm-Affäre“ war Wingen einige Monate lang in dem von Hermann Sabath geleiteten Büro zur Abwicklung der Vizekanzlei beschäftigt und war gleichzeitig als Oberregierungsrat in der neugeschaffenen Dienststelle des Saarbevollmächtigten des Reichskanzlers (beziehungsweise dem Reichskommissar für die Rückgliederung des Saargebietes) tätig. Diese Funktion, die zuvor von Papen innerhalb von dessen Vizekanzlei mitverwaltet worden war, war nach der Auflösung derselben Papen entzogen und auf Josef Bürckel übertragen worden, der sie innerhalb einer neugeschaffenen eigenen Dienststelle verwaltete, in der Wingen bis zum 31. März 1935 arbeitete.
Nachdem das Büro des Saarbevollmächtigen nach der Saarabstimmung (Abstimmung über die staatliche Zugehörigkeit des Saarlandes) vom Frühjahr 1935 am 1. April 1935 offiziell in den Geschäftsbereich des Auswärtigen Amtes übernommen wurde, wurde Wingen am 9. April 1935 wieder zum Dienst im AA einberufen. Am 2. Mai 1935 wurde er dort der Abteilung W („Wirtschaft“, nach Umbenennungen am 15. Mai 1936 „Handelspolitische Abteilung“ und ab Frühjahr 1938 „Wirtschaftspolitische Abteilung“) zugewiesen und am 13. August 1935 zum Legationsrat I. Klasse befördert. In der Abteilung W war Wingen im Referat I (Westeuropa) und dann im Referat II (West- und Südeuropa außer Großbritannien und Italien) tätig und als Referent für die Schweiz zuständig. 1937 übernahm er zugleich die Leitung des Referates I (Generalreferat für Wirtschafts- und Finanzfragen). In dieser Stellung wurde er zum 5. Oktober 1938 zum Vortragenden Legationsrat befördert.
Am 12. Oktober 1938 übernahm Wingen die Leitung des Referates X (Reichsstelle für den Außenhandel) der Abteilung W des Auswärtigen Amtes. Vom 22. März 1939 bis Ende Juli 1939 war er in Prag tätig, wo er die Auflösung der wirtschaftlichen Abteilung des tschechoslowakischen Außenministeriums leitete. Anschließend kehrte er ins AA in Berlin zurück, wo er bis 1944 das Referat X leitete. Nebenbei war er seit dem 1. April 1938 Mitglied im Verwaltungsrat der Deutschen Verrechnungskasse sowie seit 1. Dezember 1938 Mitglied des Aufsichtsrats der Eildienst für amtliche und private Handelsnachrichten GmbH.
Am 25. November 1944 wurde er auf Veranlassung von Joachim von Ribbentrop gemäß dem Paragraphen 44 des Beamtengesetzes in den Wartestand, und damit praktisch in den vorzeitigen Ruhestand, versetzt.

## Kriegsende
Wingens Verbleib nach dem Ende des Zweiten Weltkriegs ist nicht mit letzter Sicherheit geklärt. Der Berliner Meldestelle zufolge gilt er seit dem 9. Mai 1945 als vermisst. Das letzte erhaltene Dokument aus der Hand Wingens ist ein Schreiben an das Auswärtige Amt vom 26. Januar 1945, in dem er bestätigt, eine ihm postalisch zugesandte Kopie des Erlasses vom 4. Dezember 1944 erhalten zu haben. Ein Brief seines Kollegen im Auswärtigen Amt Hermann Sabath vom 26. November 1948 an Franz von Papen Jr. gibt schließlich Anlass zu der Annahme, dass er nach der Verhaftung durch die Rote Armee in der Gefangenschaft umkam:
„Über Herrn Wingen kann ich Ihnen leider nichts Erfreuliches berichten. Er wurde von den Russen wie so viele unserer Kollegen [des Auswärtigen Amtes] in ein Internierungslager gebracht. Seitdem hat man von ihm direkt nichts mehr gehört. Ich erfuhr nur von einem Beamten des Reichsfinanzministeriums, der mit ihm im Lager war und der durch das Zusammentreffen verschiedener glücklicher Umstände entlassen wurde, dass alle Lagerinsassen an Unterernährung litten und dass man mit ihrer Rückkehr nicht mehr rechnen dürfe. Viele waren bereits gestorben. Da Herr Wingen von zarter Gesundheit war, ist zu befürchten, dass auch er diese Hungerzeit nicht überstehen wird. Ihren Vater habe ich hierüber schon unterrichtet.“

## Familie
Am 1. April 1919 heirate Wingen Luise Schale (* 5. November 1892). Die Ehe blieb kinderlos.

## Schriften
- Die Bevölkerungstheorien der letzten Jahre. Ein Beitrag zum Problem des Geburtenrückganges, Stuttgart 1915. (Dissertation)
- Die internationale Schiffsraumnot. Ihre Ursachen und Wirkungen. Kriegswirtschaftliche Untersuchungen aus dem Institut für Seeverkehr und Weltwirtschaft an der Universität Kiel, Jena 1916.
- „Großbritanniens Schiffsverkehr“, in: Weltwirtschaftliches Archiv 10 (1917), S. 108–122 u. 320–340.
- „Die Baumwollkrisis in den Vereinigten Staaten von Amerika 1914/15“, in: Weltwirtschaftliches Archiv, S. 209–226 u. 287–327.
- „Der englisch-französische Kanaltunnel“, in: Weltwirtschaftliches Archiv 11 (1917), S. 513–522.
- „Das Problem des vaterländischen Hilfsdienstes in kriegführenden und neutralen Ländern“, in: Weltwirtschaftliches Archiv 12 (1918), S. 415–450.
- Deutschlands künftige Stellung auf dem Weltmarkt, s.l.e.a. [Niederramstadt 1921].
- Fünf Jahre Reparationspolitik. Ein Grundriss, Berlin s. l. [1924].
- Weltverschuldung und Deutschlands Reparationslast, Berlin 1927.